# Departamento Candelaria
Candelaria es un departamento en el sudoeste de la provincia de Misiones, Argentina.
Limita con los departamentos de San Ignacio al este y nordeste, Oberá en el extremo este, el de Leandro N. Alem al sur y sudeste, el de Capital al oeste y sudoeste, y la República del Paraguay al norte, separada por el río Paraná.
El departamento tiene una superficie de 920 km², equivalente al 3,07% del total de la provincia.
Su población es de 35 618 habitantes, según el censo 2001 (INDEC).

## Historia

### Antecedentes
El rey Carlos III de España firmó el 2 de abril de 1767 en el Palacio Real de El Pardo, la orden conocida como «Pragmática Sanción», por la que se dictaba la expulsión de los jesuitas de todos los dominios de la Corona de España.
Cumpliendo la Real orden en el año 1768, Francisco de Paula Bucarelli y Ursúa quien fuera gobernador del Río de la Plata, organizaría una expedición militar para expulsar a los jesuitas de las misiones guaraníes, llegando el 16 de junio del mismo año al abandonado fuerte de San Antonio del Salto Chico en la orilla oriental del río Uruguay —que había sido construido el 6 de octubre de 1757 pero abandonado en 1763— haciéndolo restaurar para servir de base de operaciones, como depósito de abastecimientos y como centro de detención para los religiosos jesuitas. El 5 de agosto de 1768, los sacerdotes encarcelados en el fuerte fueron remitidos a Buenos Aires para luego ser deportados a España

### Conformación de los departamentos misioneros durante la época virreinal peruana
El gobernador Bucarelli dictaría unas ordenanzas el día 23 de agosto de 1768, por el cual asignaría al gobierno de Asunción las reducciones de Nuestra Señora de Belén, sobre el río Ypané —fundada en 1760 al este de la actual Concepción del Paraguay— y las de San Joaquín, a orillas del río Acaray, y de San Estanislao, cerca del río Monday (siendo ambas fundadas en 1747 y 1749 respectivamente), y con el resto del territorio de las Misiones lo dividiría entre dos gobiernos interinos, uno llamado Candelaria con centro departamental homónimo, adjudicado al capitán Juan Francisco de la Riva Herrera, y el otro nombrado Yapeyú con sede en el pueblo de San Miguel, que quedaría bajo las órdenes del capitán Francisco Bruno de Zavala quien posteriormente terminaría siendo nombrado «gobernador general interino de Misiones» —cuya capital sería el pueblo de Candelaria— debido a las nuevas ordenanzas del mismo gobernador bonaerense, fechadas el 15 de enero de 1770. Con el mando centralizado en el capitán Zavala se crearon tres departamentos a cargo de los tenientes de dragones del Regimiento de Buenos Aires.
El nuevo gobernador bonaerense Juan José de Vértiz y Salcedo —futuro virrey rioplatense desde 1778— otorgaría mayor independencia administrativa a los departamentos neoformados, poniéndolos a cargo de tenientes de gobernador, asumiendo así en el de Yapeyú, Juan de San Martín —futuro padre del general patriota José de San Martín— en el año 1775.

### El gran departamento de Candelaria en el período virreinal rioplatense

Tenencia de gobierno de los Treinta Pueblos de las Misiones Guaraníes con la pérdida territorial de las Misiones Orientales en 1801 a favor de los portugueses y de la orilla derecha del río Paraná en 1811, a favor del Estado autónomo del Paraguay, que hasta ese entonces formaba parte del gran departamento de Candelaria, en las Misiones occidentales argentinas.

Formando parte este territorio del Virreinato del Río de la Plata, la Real Ordenanza de Intendentes del 28 de enero de 1782, creó la Tenencia de gobierno de los Treinta Pueblos de las Misiones Guaraníes con mayor influencia administrativa y religiosa de Asunción en territorio de Candelaria, siendo las otras zonas restantes, de influencia bonaerense. 
El entonces gran departamento de Candelaria —que incluía los actuales departamentos de Itapúa en la República del Paraguay (excepto el pueblo de San Cosme) y, los de San Ignacio y de la Capital (en la Nación Argentina)— abarcaba el pueblo de Candelaria, que era cabecera departamental y al mismo tiempo la capital de la gobernación, además de los pueblos de Santa Ana, Loreto, San Ignacio Miní, Corpus, ubicados sobre la margen izquierda del río Paraná, y sobre la derecha, los pueblos de Encarnación de Itapúa, Trinidad y Jesús.

### Su adhesión a la Primera Junta
El 18 de junio de 1810, luego de la Revolución de Mayo, el pueblo misionero cuyo gobernador Tomás de Rocamora instalado en Yapeyú, luego de la ocupación de Itapúa y Candelaria por parte de los paraguayos realistas el pasado 14 de mayo, se adhirió a la causa de la Primera Junta de Buenos Aires con el nombre de «Provincia Revolucionaria de Misiones».
La expedición libertadora de Manuel Belgrano alcanzaría el río Paraná frente a la isla Apipé el 4 de diciembre, y luego lo cruzaría desde Candelaria avanzando y ocupando el territorio hacia el río Tacuarí. El 30 de diciembre del corriente el propio Belgrano redactaría un reglamento de treinta artículos para la administración del territorio misionero en el cual se les reconocían los derechos a los guaraníes, y entonces la ya conformada Junta Grande transformaría a las Misiones Guaraníes en una intendendencia en donde se incluía este gran departamento de Candelaria, entre otros.
En 1811, luego de las derrotas patriotas del 19 de enero en la batalla de Paraguarí y del 9 de marzo en la de Tacuarí, y el armisticio del día siguiente, las tropas de Belgrano se retirarían pacíficamente de la orilla derecha del Paraná y en mayo, los paraguayos harían su propia revolución.
El 12 de octubre del citado año se firmaría entre Buenos Aires y Asunción la «Convención de Amistad, Auxilio y Comercio» que por el artículo 4.º quedaría la segunda, en custodia interina del territorio de Candelaria.

### El protectorado paraguayo y la pérdida definitiva de territorio diestro del río Paraná
Al volverse a anular la autonomía misionera el 20 de octubre del mismo año, perdería definitivamente a favor de los paraguayos autónomos la orilla derecha del río Paraná que formaba también parte del de Candelaria, además de perder el departamento de Santiago que englobaba cinco pueblos, y con lo restante se conformarían dos protectorados, pasando a la custodia del Paraguay, muy a pesar de su población, el de Candelaria y su entonces territorio jurisdiccional conformado por los ocho pueblos del margen izquierdo, y desde 1814, luego de una invasión, se le sumaría también el gran departamento de Concepción que englobaba los siete restantes de la Misiones mesopotámica (incluidos los de San Carlos y Mártires).
El resto del territorio misionero hasta Paysandú —o Tenencia de Gobierno de Misiones Guaraníes— pasaría a la custodia de la Intendencia de Buenos Aires que, en 1813, cedería a la nueva Provincia Oriental el territorio noroeste del río Negro.

### Expulsión de los paraguayos y su consecuente destrucción de pueblos
Tras el triunfo de los aliados del general federal José Gervasio de Artigas sobre las tropas unitarias del Directorio en la Mesopotamia y la Provincia Oriental, aquel nombró como «Comandante General de Misiones» a Andrés Guazurary, quien en marzo de 1815 se instalaría en Santo Tomé, expulsando a los paraguayos del ya citado gran departamento de Concepción y el 12 de septiembre del mismo año, ocuparía y terminaría de expulsar a los mismos del de la gran Candelaria hacia la orilla derecha del Paraná.
El 12 de septiembre de 1816, Andrés Guazurary cruzó el río Uruguay en Itaquí, con el objetivo de iniciar la guerra de recuperación de las Misiones Orientales, pero no lo logró y al tomar represalias el comandante militar lusobrasileño de Misiones, Francisco das Chagas Santos, contraatacó cruzando el mismo río también por Itaquí el 19 de enero del corriente, ocupando los pueblos de La Cruz y Yapeyú. Como consecuencia de estas acciones, se terminaron por saquear y destruir varios pueblos del gran departamento de Yapeyú y del de Concepción el 26 de febrero del citado año, llevándose consigo todo lo que tuviera valor y mil ochocientos prisioneros.
Los paraguayos aprovechando esta situación retomaron la villa de Candelaria, además de los pueblos de  Santa Ana, Loreto, San Ignacio Miní y Corpus, destruyéndolos, saqueándolos y evacuándolos en mayo de 1817, para ser distribuidos en su territorio. Los habitantes que lograron huir de Loreto se dirigieron hacia el occidente fundando los pueblos de San Miguel y de la nueva Loreto (en el actual territorio correntino).
En marzo del corriente, Guazurary fundaría en la barra del río Miriñay, la nueva capital misionera que se llamaría Asunción del Cambay —en el actual departamento correntino de Monte Caseros— y a principios de mayo recuperaría todo el territorio abandonado por luso-brasileños y los paraguayos. El 5 de abril de 1818, intentaron nuevamente los paraguayos recuperar Candelaria, aunque terminaran siendo rechazados.
El 5 de septiembre de 1820, Artigas cruzaría desde Candelaria el río Paraná con doscientos hombres, luego de ser rechazado el 15 de agosto, al intentar ocupar la entonces capital misionera, siendo todos repartidos entre distintos pueblos del Paraguay y terminando de esta manera con su actuación pública.

### Integrante del departamento entrerriano de Misiones
El 30 de noviembre del mismo año, el caudillo entrerriano Francisco Ramírez proclamaría la República de Entre Ríos, pasando a ser sus departamentos: Corrientes y Misiones —este último con Candelaria y Concepción, entre otros— aunque disolviéndose con el fallecimiento de aquel, el 10 de julio de 1821.
Misiones al recobrar su autonomía, perdería el área entre el arroyo Yeruá y el río Mocoretá (actuales departamentos entrerrianos de Concordia y de Federación). Restablecida la provincia vecina de Corrientes el 12 de octubre del mismo año, su nuevo gobernador Nicolás Ramón de Atienza, intentaría incorporar los territorios misioneros a su jurisdicción, obteniendo respuesta favorable del comandante Félix de Aguirre que administraba la zona meridional, o más bien derecha, del río Aguapey —actuales departamentos correntinos de San Martín y de Paso de los Libres— ubicados en la orilla derecha del río Uruguay.
El territorio septentrional del Aguapey, en donde se encontraba el gran departamento de Candelaria, además del de Concepción y la parte septentrional del entonces gran departamento de Yapeyú —o bien la zona del pueblo de Santo Tomé— que estaba comandado por el capitán Nicolás Aripí, se negó a formar parte de la provincia vecina, y aprovechando la desprotección del territorio, fue ocupada nuevamente por tropas paraguayas en diciembre del corriente, que culminaron destruyendo totalmente los pueblos misioneros.

### Autonomía provincial, ocupación paraguaya y recuperación argentina
En el Tratado del Cuadrilátero firmado el 25 de enero de 1822 entre las provincias de Buenos Aires, Santa Fe, Entre Ríos y Corrientes, se reconoció la autonomía de Misiones que incluiría Candelaria y Concepción, siendo de esta manera una más de las que formaban parte de las Provincias Unidas del Río de la Plata pero en el mismo año, los paraguayos volvieron a ocupar el de Candelaria. Los límites con Corrientes fueron fijados en el río Miriñay y la Tranquera de Loreto, por lo cual los territorios entre el anterior río y el Mocoretá, serían entregados a la provincia de Corrientes, siendo reconocido definitivamente como tal por la provincia de Misiones, el 27 de agosto de 1825. El 19 de abril de 1830 el pueblo de La Cruz firmaría un pacto de incorporación a Corrientes, provincia que un par de años después reivindicaría todo el territorio misionero y que el 1 de septiembre de 1832, sus fuerzas pasaran dicha tranquera, ocupando todo el gran departamento de Candelaria y desalojando a los paraguayos de la ribera izquierda del Paraná.
A mediados de 1834, el Estado autónomo del Paraguay volvería a ocupar este departamento con un ejército de alrededor de cuatro mil quinientos hombres, estableciendo una guardia en la «Tranquera de Loreto» (la actual ciudad correntina de Ituzaingó) y fortificando particularmente el punto llamado «Trinchera de San José» (actual ciudad de Posadas). En 1841, los paraguayos ocuparían el territorio remanente, formado éste por el gran departamento de Concepción. De esta forma toda la actual provincia de Misiones sería anexionada a aquel Estado formando parte de su territorio al declararse definitivamente su independencia de la Confederación Argentina, el día 25 de noviembre de 1842, siendo reconocida por esta última el 17 de julio de 1852 pero no así de la provincia ilegalmente ocupada. Finalmente la República del Paraguay fue desalojada por fuerzas argentinas del territorio misionero, al inicio de la guerra de la Triple Alianza en octubre de 1865, alegando esta que por Derecho según el Uti possidetis iure de 1810, dicha gobernación que incluía el gran departamento de Candelaria y actual provincia de Misiones, le pertenecía.

## Población
Su población fue de 35 618 habitantes, según el censo 2022 (INDEC) frente a los 27 040 habitantes (Indec,2010) del censo anterior, lo que representó un incremento del 30,6% mayor al crecimiento provincial que fue del 16,1%.Estos datos le valieron ser el departamento que más creció en población de la provincia.